# Golzow (Oderbruch)
Golzow település Németországban, azon belül Brandenburgban. Lakosainak száma 848 fő (2023. december 31.).

## Népesség
A település népességének változása:
| Lakosok száma | 864  | 856  | 815  | 817  | 826  | 848  | 848  |
|               | 2010 | 2013 | 2017 | 2019 | 2021 | 2022 | 2023 |